# Christelle Gros
Christelle Gros (ur. 19 maja 1975 w Oyonnax) – francuska biathlonistka, brązowa medalistka mistrzostw świata.

## Kariera
Pierwszy sukces w karierze osiągnęła w 1995 roku, zdobywając brązowy medal w biegu indywidualnym podczas mistrzostw świata juniorów w Andermatt. W Pucharze Świata zadebiutowała 1 stycznia 1996 roku w Anterselvie, zajmując 42. miejsce w biegu indywidualnym. Pierwsze punkty wywalczyła 11 stycznia 1997 roku w Ruhpolding, gdzie zajęła 23. miejsce w sprincie. Jedyny raz na podium zawodów pucharowych stanęła 7 marca 1998 roku w Pokljuce, gdzie sprint ukończyła na trzeciej pozycji. W zawodach tych wyprzedziły ją tylko Magdalena Forsberg ze Szwecji i Norweżka Ann-Elen Skjelbreid. Najlepsze wyniki osiągnęła w sezonie 2003/2004, kiedy zajęła 18. miejsce w klasyfikacji generalnej.
Podczas mistrzostw świata w Kontiolahti/Oslo w 1999 roku wspólnie z Delphyne Heymann-Burlet, Florence Baverel i Corinne Niogret wywalczyła brązowy medal w sztafecie. Była też czwarta w tej konkurencji na mistrzostwach świata w Oslo/Lahti w 2000 roku i rozgrywanych trzy lata wcześniej mistrzostwach świata w Osrblie oraz siódma w biegu indywidualnym podczas mistrzostw świata w Oberhofie w 2004 roku.
Ponadto zdobyła srebrny medal w biegu indywidualnym na mistrzostwach Europy w Haute Maurienne w 2001 roku. Brała też udział w igrzyskach olimpijskich w Nagano w 1998 roku, gdzie zajęła 59. miejsce w biegu indywidualnym i 8. w sztafecie.

## Osiągnięcia

### Igrzyska olimpijskie
| Rok  | Miejscowość | Konkurencje | Konkurencje | Konkurencje | Konkurencje | Konkurencje | Konkurencje | Konkurencje |
| Rok  | Miejscowość | IN          | SP          | PU          | MS          | RL          | MR          | SR          |
| ---- | ----------- | ----------- | ----------- | ----------- | ----------- | ----------- | ----------- | ----------- |
| 1998 | Nagano      | 59.         | –           | nd.         | nd.         | 8.          | nd.         | –           |

### Mistrzostwa świata
| Rok  | Miejscowość      | Konkurencje | Konkurencje | Konkurencje | Konkurencje | Konkurencje | Konkurencje | Konkurencje |
| Rok  | Miejscowość      | IN          | SP          | PU          | MS          | RL          | MR          | SR          |
| ---- | ---------------- | ----------- | ----------- | ----------- | ----------- | ----------- | ----------- | ----------- |
| 1997 | Osrblie          | –           | 16.         | 21.         | nd.         | 4.          | nd.         | –           |
| 1998 | Pokljuka         | nd.         | nd.         | 7.          | nd.         | nd.         | nd.         | –           |
| 1999 | Kontiolahti/Oslo | –           | –           | –           | –           | 3.          | nd.         | –           |
| 2000 | Oslo/Lahti       | –           | –           | –           | –           | 4.          | nd.         | –           |
| 2004 | Oberhof          | 7.          | 4.          | 8.          | 13.         | 5.          | nd.         | –           |
| 2006 | Pokljuka         | nd.         | nd.         | nd.         | nd.         | nd.         | 11.         | –           |

### Puchar Świata

#### Miejsca w klasyfikacji generalnej
| Sezon     | Miejsce |
| --------- | ------- |
| 1995/1996 | -       |
| 1996/1997 | 32.     |
| 1997/1998 | 22.     |
| 1998/1999 | 46.     |
| 1999/2000 | 51.     |
| 2000/2001 | 33.     |
| 2001/2002 | 55.     |
| 2002/2003 | 36.     |
| 2003/2004 | 18.     |
| 2004/2005 | 76.     |
| 2005/2006 | 30.     |
| 2006/2007 | 67.     |

#### Miejsca na podium chronologicznie
| Lp. | Dzień   | Rok  | Miejscowość | Konkurencja      | Lokata | Pudła | Czas biegu | Strata | Zwycięzca          |
| --- | ------- | ---- | ----------- | ---------------- | ------ | ----- | ---------- | ------ | ------------------ |
| 1.  | 7 marca | 1998 | Pokljuka    | Sprint na 7,5 km | 3.     | 0+1   | 23:43,6    | +45,8  | Magdalena Forsberg |